# 猛獾屬
艾克猛獾為生存於中新世晚期肯亞的大型鼬科物種。牠們的體型與現存的鼬科十分不同，現存鼬科多半具有較短的四肢且僅能進行短距離的奔跑；而艾克猛獾四肢則較修長，類似於豹，肩高可達60（2英尺）。艾克猛獾在大型貓科興起前為當地的頂級掠食者，以寬頜三趾馬與尼亞薩豬為食。在東非大裂谷形成之前，肯亞被濃密的森林所覆蓋，然而隨著裂谷的形成，當地的植披也逐漸由森林被疏林草原所取代，也因此導致較適合於林間生存的艾克猛獾滅絕。
其他大型鼬科物種化石也曾在北美洲、歐洲、亞洲及非洲。